# شهرستان بالی
شهرستان بالی (به لاتین: Bali District) یک منطقهٔ مسکونی در تایوان است که در نیو تایپه واقع شده‌است. شهرستان بالی ۳۹٫۴۹ کیلومتر مربع مساحت و ۳۷٬۷۱۱ نفر جمعیت دارد.